# Mimostrangalia loimailia
Mimostrangalia loimailia är en skalbaggsart som först beskrevs av J. Linsley Gressitt 1940.  Mimostrangalia loimailia ingår i släktet Mimostrangalia och familjen långhorningar. Inga underarter finns listade i Catalogue of Life.